# بارمه
بارمه (به فرانسوی: Barrême) یک کمون در فرانسه است که در canton of Barrême واقع شده‌است. بارمه ۳۷٫۰۵ کیلومتر مربع مساحت و ۴۷۴ نفر جمعیت دارد و ۷۲۲ متر بالاتر از سطح دریا واقع شده‌است.